# Golf d'Àqaba
El golf d'Àqaba (àrab: خليج العقبة, ẖalīj al-ʿAqaba), també anomenat golf d'Elat i més tradicionalment golf d'Àcaba, està situat al nord-est de la mar Roja de la qual forma part. Separa la península d'Aràbia de la península del Sinaí. Els països banyats pel golf d'Àqaba són Egipte, Israel, Jordània i l'Aràbia Saudita. El nom amb què és conegut als estats àrabs riberencs deriva de la ciutat jordana d'Àqaba, mentre que els israelians l'anomenen amb el nom de la ciutat portuària d'Elat. El golf fa una llargada d'uns 387 km de costa, l'amplada màxima és de 29 km i la major profunditat és de 1.827 m. Per passar de la mar Roja al golf d'Àqaba s'han de travessar els estrets de Tiran. Al fons del golf hi ha les ciutats de Taba (Egipte), Eilat (Israel) i Àqaba (Jordània).